# Heuqueville, Eure
 Heuqueville  là một xã thuộc tỉnh Eure trong vùng Normandie miền bắc nước Pháp.